# Mistrzostwa Afryki w Wielobojach Lekkoatletycznych 2011
Mistrzostwa Afryki w Wielobojach Lekkoatletycznych 2011 – zawody sportowe, które 16 i 17 kwietnia  odbyły się w Réduicie na Mauritiusie. Impreza zaliczana była do cyklu IAAF Combined Events Challenge.

## Rezultaty
|                        | 1. miejsce       | Rezultat     | 2. miejsce        | Rezultat    | 3. miejsce      | Rezultat  |
| Dziesięciobój mężczyzn | Kamé Ali         | 7685 pkt. NR | Guillaume Thierry | 7444 pkt.NR | George Joubert  | 7431 pkt. |
| Siedmiobój kobiet      | Margaret Simpson | 6134 pkt.    | Janet Lawless     | 5673 pkt.   | Uhunoma Osazuwa | 5663 pkt. |